# Madonna Maffei
Madonna col Bambino e i santi Rocco e Sebastiano (conosciuto anche come Madonna Maffei) è un dipinto del pittore veronese Girolamo dai Libri, realizzato con la tecnica della pittura a olio su tela, conservato nel museo di Castelvecchio a Verona.
La tela fu commissionata dalla famiglia Maffei a Girlolamo dai Libri per la propria cappella presso la chiesa di San Giacomo alla Pigna a Verona, dove è rimasta fino al 1812 quando, in seguito alle demanializzazioni napoleoniche, venne collocata nelle collezioni civiche oggi presso il museo di Castelvecchio. La corretta attribuzione al dai Libri si è avuta solo nel 1850 e fino ad allora erano stati proposti i nomi di Nicola Giolfino e Giovan Francesco Caroto. Lo stile della pala ricorda quello della tela I santi Rocco, Sebastiano e Giobbe collocata nella chiesa di San Tomaso Cantuariense da cui ne consegue una datazione che può andare dal 1510 al 1516, quando l'autore fu impegnato con l'amico Francesco Morone con le portelle dell'organo della Chiesa di Santa Maria in Organo. Le analogie con la pala della chiesa di San Tomaso riguardano anche la raffigurazione in entrambe di san Rocco, che ha fatto supporre una correlazione con l'epidemia di peste che ha colpito Verona nel 1510-1512 a causa della guerra della lega di Cambrai.
I critici hanno osservato di come la pala risenta chiaramente degli influssi di Andrea Mantegna e delle nuove correnti portate in città dal Caroto.